# Salar, Granada
Salar là một đô thị trong tỉnh Granada, Tây Ban Nha. Dân số năm 2024 là 2.597 người.